# Geert Kuiper
Geert Kuiper (ur. 5 lipca 1960 w Wolvega) – holenderski łyżwiarz szybki.

## Kariera
Największy sukces w karierze Geert Kuiper osiągnął w 1987 roku, kiedy zajął szóste miejsce podczas sprinterskich mistrzostw świata w Sainte-Foy. W biegach na 1000 m zajmował dziesiąte miejsce, a w biegach na 500 m był czwarty i dziewiąty. W tej samej konkurencji był też między innymi ósmy na rozgrywanych rok wcześniej mistrzostwach świata w Karuizawie. Jego najlepszym wynikiem było tam szóste miejsce w drugim biegu na 500 m. W 1984 roku wystąpił na igrzyskach olimpijskich w Sarajewie, gdzie rywalizację na 500 m zakończył na szesnastej pozycji. Wielokrotnie startował w zawodach Pucharu Świata, jednak nigdy nie stanął na podium. Najlepsze wyniki osiągnął w sezonie 1987/1988, kiedy był dziesiąty w klasyfikacji końcowej 1000 m. W 1988 roku zakończył karierę.